# شيخان (أشنوية)
شيخان هي قرية في مقاطعة أشنوية، إيران. يقدر عدد سكانها بـ 821 نسمة بحسب إحصاء 2016.